# Прекрасная Анни из Лох-Роян
«Прекрасная Анни из Лох-Роян» (англ. The Lass of Roch Royal; Child 76, Roud 49) — шотландская народная баллада. Её записывали многие собиратели фольклора, такие как Роберт Джемисон, Джеймс Джонсон, Питер Бьюкен, Дэвид Хёрд и Уильям Титлер. Фрэнсис Джеймс Чайлд в своём собрании приводит 11 основных вариантов текста баллады. Другие её названия включают The Bonny Lass of Lochroyan, Fair Isabell of Rochroyal, Lord Gregory, Fair Annie. Известен ирландский вариант под названием The Lass of Aughrim. В дальнейшем и так весьма схожие варианты баллады многократно публиковались в смешанном виде.
На этот мотив Роберт Бёрнс написал собственную балладу «Лорд Грегори» (англ. Lord Gregory), которая гораздо короче оригинала и представляет собой только монолог героини.

## Сюжет
Девушка (Анни в большинстве вариантов) с младенцем отправляется к отцу своего ребёнка (как правило, это лорд Грегори). По прибытии к замку она просит впустить её, но Грегори спит. Девушке отвечает его мать, выдавая себя за сына. Она отвечает отказом на все просьбы Анни, и девушка в слезах уходит прочь. Грегори просыпается и, услышав материнский рассказ, устремляется за своей любимой. Он находит её утонувшей и обращает к матери злые упрёки.
Другая баллада со схожим сюжетом — «Воды Клайда» (англ. Clyde's Water; Child 216). В ней роли распределены наоборот: юноша отправляется к своей возлюбленной.
Баллада определённо имеет британское (шотландское) происхождение. Географические названия, встречающиеся в её заголовках, не удаётся точно соотнести с реальными. Топоним Лох-Райан (англ. Loch Ryan), скорее всего, не имеет никакого отношения к событиям баллады. Её сюжет не встречается в европейском фольклоре (за исключением ирландской версии), однако сам мотив материнского вероломства имеет широкое распространение.

## Русский перевод
Перевод баллады на русский язык был осуществлён Самуилом Яковлевичем Маршаком и впервые опубликован в журнале «Северные записки» (№ 10 за 1916 год). Маршак также перевёл основанную на ней балладу Роберта Бёрнса «Лорд Грегори».